# Boernerowo

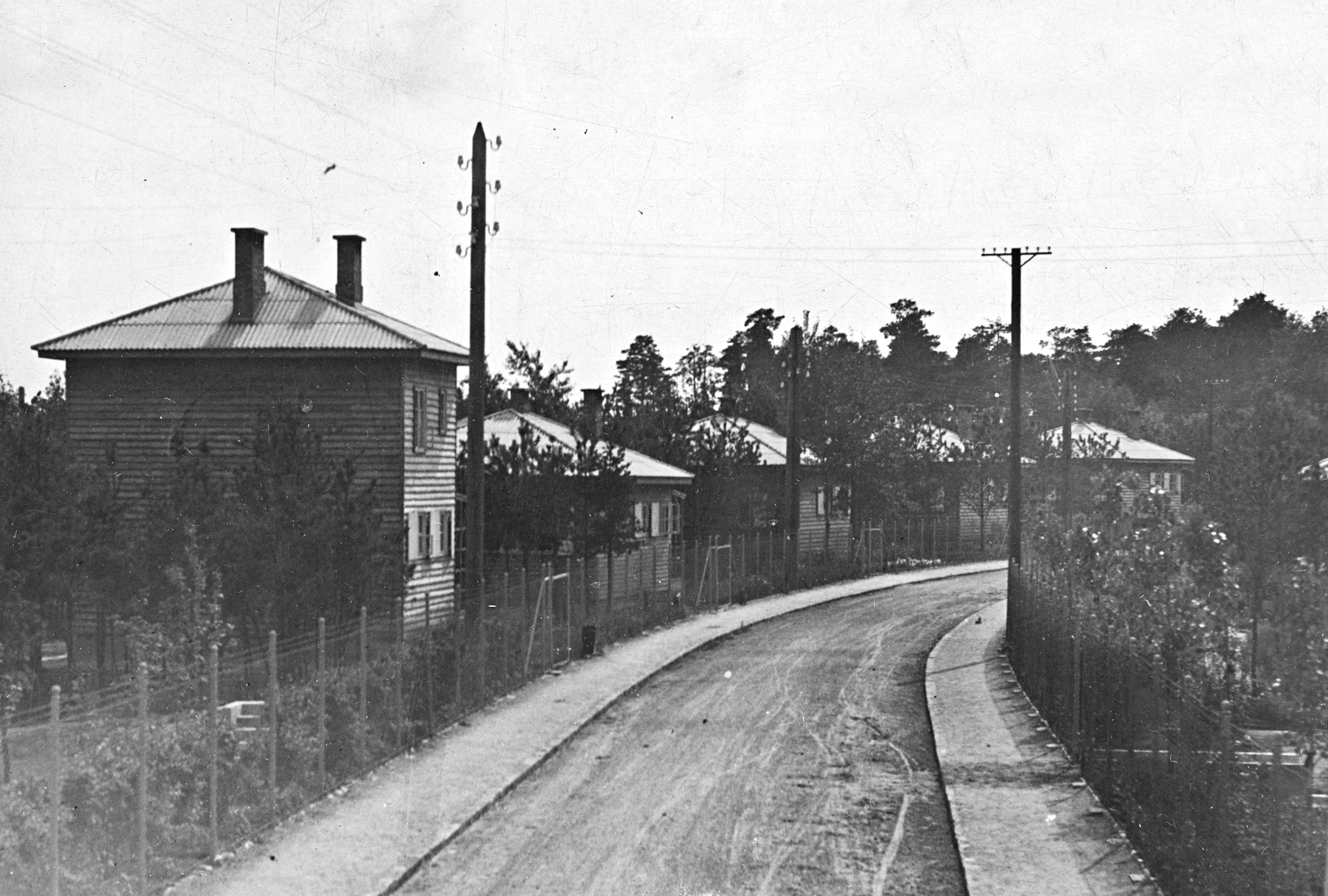
Ulica Bawełniana w 1939 roku

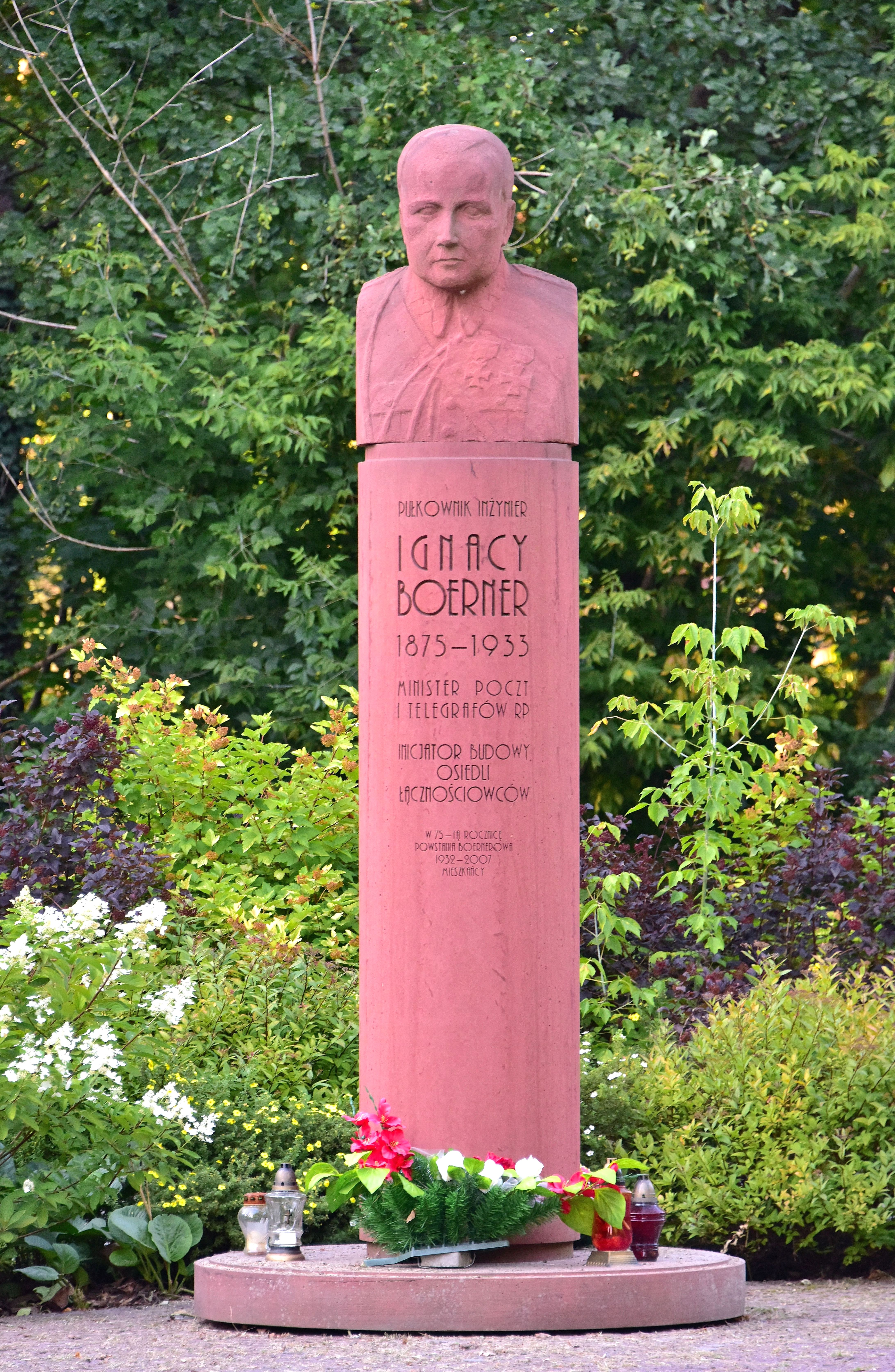
Pomnik Ignacego Boernera na skwerze jego imienia

Boernerowo – osiedle i obszar MSI w dzielnicy Bemowo w Warszawie.

## Nazwa
Nadana w 1936 nazwa upamiętnia ministra poczt i telegrafów Ignacego Boernera. Nazwa przestała być stosowana w 1947 i została przywrócona w 1987.

## Historia
- 1922 – początek budowy Transatlantyckiej Centrali Radiotelegraficznej i wzniesienie 6 budynków dla pracowników przy forcie Babice
- 1927 – uruchomienie linii autobusowej do budynków obsługi Transatlantyckiej Centrali Radiotelegraficznej
- 29 kwietnia 1932 – założenie Towarzystwa Popierania Budowy Własnych Domów pracowników służby łączności
- listopad 1932 – gotowe było pierwsze 56 domów, skanalizowanych i zelektryfikowanych, wraz z drogami osiedlowymi
- październik 1933 – uruchomienie linii tramwajowej „B“ na trasie: Ulrychów–Księcia Janusza–droga forteczna (obecna ul. Radiowa)–Boernerowo[4]
- 1935 – osiedle liczyło 300 domów
- 2 października 1936 – zmiana nazwy osiedla z Radiostacja na Boernerowo[5] w uznaniu zasług Ignacego Boernera
- wiosną 1939 – w sąsiedztwie Boernerowa powstało kilka domów  dla kadry 1. Zmotoryzowanego Pułku Przeciwlotniczego, stacjonującego w pobliskich koszarach
- wrzesień 1939 – w czasie obrony Warszawy osiedle stanowiło samodzielny ośrodek oporu, broniony przez III batalion 26 pułku piechoty pod dowództwem mjr. Jacka Decowskiego. Polscy żołnierze bronili Boernerowa do godzin porannych 27 września, kiedy to osiedle zostało zdobyte szturmem przez niemiecką 19 Dywizję Piechoty.
- 2 sierpnia 1944 – w drugim dniu powstania warszawskiego Niemcy zaskoczyli i rozbili pod Boernerowem kompanię Armii Krajowej pod dowództwem por. Jerzego Terczyńskiego ps. „Starża”, która wycofywała się z Bielan do Puszczy Kampinoskiej. W nierównej walce poległo co najmniej 73 powstańców.
- 1945 – zniszczenie przez Niemców Transatlantyckiej Centrali Radiotelegraficznej
- 31 stycznia 1947 – zmiana nazwy osiedla z Boernerowo na Bemowo[6]
- 1951 – otwarcie Wojskowej Akademii Technicznej[7]
- 1987 – przywrócenie osiedlu nazwy Boernerowo
- 2013 – wpis układu urbanistycznego osiedla do gminnej ewidencji zabytków[8]

## Zmiany administracyjne
Podczas międzywojnia były to dwie odrębne gromady (utworzone 20 października 1933) w dwóch gminach powiatu warszawskiego.
Gromada Radio-Stacja należała do gminy Blizne i składała się ze Stacji Radiotelegraficznej Transatlantyckiej, natomiast gromada Osiedle Łączności należała do gminy Młociny i składała się z osiedla Łączności.
1 stycznia 1936 gromadę Osiedle Łączności wyłączono z gminy Młociny i włączono do gminy Blizne. 27 kwietnia 1936 gromadę Osiedle Łączności zniesiono, a miejscowość Osiedle Łączności włączono do gromady Radiostacja. 2 października 1936 zmieniono nazwę gromady Radiostacja na Boernerowo.
Podczas wojny w Generalnym Gubernatorstwie w dystrykcie warszawskim Gromada Boernerowo liczyła 1179 mieszkańców.
31 stycznia 1947 nastąpiła kolejna zmiana nazwy gromady na Bemowo, a 15 maja 1951 gromadę Bemowo (Boernerowo) włączono do Warszawy.

## Ważniejsze obiekty
- Transatlantycka Radiostacja Nadawcza
- Wojskowa Akademia Techniczna
- Fort IIA (Babice, Radiowo)
- Kościół Matki Boskiej Ostrobramskiej
- Lotnisko Babice